# Kalmar läns vapen

Kalmar läns vapen bygger på Smålands och Ölands landskapsvapen. Vapnet fastställdes 1944.
Blasonering: "Sköld kvadrerad av Smålands och Ölands vapen."

Smålands landskapsvapen
Ölands landskapsvapen

## Källhänvisning
1. ↑  Riksarkivet Heraldiskt register/Län